# Fuerzas de Protección Femeninas de Beth Nahrain
Las Fuerzas de Protección Femeninas de Beth Nahrain (en siríaco: ܚܝܠܘ̈ܬܐ ܕܣܘܬܪܐ ܕܢܫ̈ܐ ܕܒܝܬ ܢܗܪܝ; Ḥaylawotho d'Sutoro d'Neshe d'Beth Nahrin - HSNB) es una organización policial y militar Asiria compuesta totalmente por mujeres, basada en Qahtania (o Qabre Hewore en siríaco), Gobernación de Hasakah, Siria. Fue creada en 2015 como una unidad femenina del Consejo Militar Siríaco, asumiendo roles de guardia en las áreas donde vive el pueblo asirio, un grupo étnico de mayoría cristiana el cual está presente en el norte de Irak y Siria. La sección policial del HSNB tiene oficinas en Jazira (Gozarto), al igual que su sección militar. Cuenta con una academia y puestos de control.

## Historia
Las Fuerzas de Protección Femeninas de Beth Nahrain fueron formadas el 1 de septiembre de 2015. El grupo declaró que trabajaría cercanamente con el Sutoro bajo la "guianza del Partido de la Unión Siríaca", y "mejorar el valor del pueblo asirio, los derechos de la mujer y actuar con solidaridad frente a las mujeres de otras naciones y luchar contra la reacción".
El 6 de noviembre de 2016, anunciaron que harían parte de la Campaña de Raqqa bajo las Fuerzas Democráticas Sirias.

## Ideología
El HSNB sigue el Dawronoye, una ideología nacionalista, de izquierda y secular que busca un estado asirio.